# Feel the Steel
Feel the Steel è il primo album in studio degli Steel Panther, uscito nel 2009 per l'etichetta discografica Republic Records.

## Tracce
1. Death to All but Metal (feat. Corey Taylor) – 2:30
2. Asian Hooker – 4:02
3. Community Property – 3:39
4. Eyes of a Panther – 3:37
5. Fat Girl (Thar She Blows) – 4:38
6. Eatin' Ain't Cheatin' – 3:51
7. Party All Day (Fuck All Night) (feat. Justin Hawkins) – 3:03
8. Turn Out the Lights (feat. M. Shadows) – 4:24
9. Stripper Girl – 3:35
10. The Shocker – 4:10
11. Girl from Oklahoma – 3:57
12. Hell's on Fire – 3:02

Traccia bonus
1. Big Boobs – 3:32

## Formazione
- Michael Starr (Ralph Saenz) – voce
- Satchel (Russ Parrish) – chitarra
- Lexxi Foxxx (Travis Haley) – basso
- Stix Zadinia (Darren Leader) – batteria

### Altri musicisti
- Scott Ian – chitarra (2)
- Corey Taylor – voce (1), cori (2 e 4)
- M. Shadows – voce (8)
- Allison Robertson – chitarra (7)
- Justin Hawkins – voce (7)
- Brett Anderson – cori (4)
- Matthew Nelson – cori (4, 5, 6 e 10)